# Trichaster elegans
Trichaster elegans är en ormstjärneart som beskrevs av Ludwig 1878. Trichaster elegans ingår i släktet Trichaster och familjen Euryalidae. Inga underarter finns listade i Catalogue of Life.